# Andreu Martínez
Andreu Martínez (Barcelona, 18 de febrer de 1978) és un guitarrista, compositor, cantant i productor barceloní de blues.
Ha creat un estil propi que ha anomenat com a "bluepop". Va començar a tocar la guitarra als 12 anys. Als 22, acabà els estudis del Conservatori Superior de Música del Liceu i l'any següent va viatjar a Nova York durant sis mesos per ampliar els seus coneixements musicals. També ha signat sota el nom d'Andreu Martínez Project i Andreu Martínez Band. Algun mitjà el considera com un dels músics més eclèctics i carismàtics del panorama català de música blues.
Colors (2010) és el primer disc cantat i conté 11 temes en anglès i un en català ("Balerina"). Cal destacar que tots els temes de Colors estan cantats per ell mateix, ja que els anteriors projectes eren instrumentals. En aquesta nova etapa musical de l'artista s'encamina cap a l'estil "bluepop", interpretant en anglès i afegint un grau d'eclecticisme del repertori, arranjaments, presentant un disc en el qual desdibuixa el concepte clàssic de blues-rock amb mixtures actualitzades provinents d'altres gèneres com el pop i el jazz, d'aquí el bateig de l'estil amb el nom de "bluepop". El disc s'ha gravat i mesclat als estudis de MusicLan d'Avinyonet de Puigventós (Alt Empordà) per Jordi Solé i l'assistent Jose Luis Molero, i masteritzat i produït per Steve Fallone a Sterling Studios de Nova York.

## Discografia
- Senyals de Vida (2003)[5]
- Live at the XI International Jazz Festival Lleida (2005)[6]
- Fast Food (2007)[7]
- Colors (2010)
- Live at Jazzman (2011)[8]